# Wallapa Punsoongneun
Wallapa Punsoongneun (* 15. November 1986) ist eine ehemalige thailändische Hürdenläuferin, die sich auf die 100-Meter-Distanz spezialisiert hat. Ihren größten Erfolg feierte sie mit dem Gewinn der Goldmedaille über 60 m Hürden bei den Hallenasienspielen 2009. Zudem siegte sie zweimal bei den Südostasienspielen über 100 m Hürden.

## Sportliche Laufbahn
Erste internationale Erfahrungen sammelte Wallapa Punsoongneun im Jahr 2005, als sie bei den erstmals ausgetragenen Hallenasienspielen in Bangkok in 8,79 s den vierten Platz über 60 m Hürden belegte. Kurz darauf gelangte sie dann bei den Südostasienspielen in Manila mit 14,32 s auf Rang vier über 100 m Hürden. Im Jahr darauf klassierte sie sich bei den Hallenasienmeisterschaften in Pattaya mit 8,87 s auf dem sechsten Platz über 60 m Hürden und 2007 nahm sie an der Sommer-Universiade in Bangkok teil und schied dort mit 14,48 s in der Vorrunde über 100 m Hürden aus. Anschließend wurde sie bei den Hallenasienspielen in Macau in 8,68 s Vierter über 60 m Hürden und gewann bei den Südostasienspielen in Nakhon Ratchasima in 13,85 s die Bronzemedaille im 100-Meter-Hürdenlauf hinter der Indonesierin Dedeh Erawati und Moh Siew Wei aus Malaysia. 2009 siegte sie bei den Hallenasienspielen in Hanoi in 8,28 s über 60 m Hürden und gewann anschließend bei den Südostasienspielen in Vientiane in 13,84 s die Silbermedaille hinter Dedeh Erawati aus Indonesien. 2010 nahm sie an den Asienspielen in Guangzhou teil und klassierte sich dort mit 13,59 s auf dem siebten Platz.
2011 schied sie bei den Asienmeisterschaften in Kōbe mit 13,86 s im Vorlauf über 100 m Hürden aus und kam auch bei den anschließend in Shenzhen stattfindenden Studentenweltspielen mit 13,99 s nicht über die erste Runde hinaus. Mitte November siegte sie dann in 13,51 s bei den Südostasienspielen in Palembang. 2013 gewann sie dann bei den Südostasienspielen in Naypyidaw in 13,71 s die Silbermedaille hinter Dedeh Erawati und im Jahr darauf verpasste sie bei den Asienspielen in Incheon mit 13,77 s den Finaleinzug. 2015 siegte sie in 13,56 s erneut bei den Südostasienspielen in Singapur und bestritt dann Ende Juni in Pathum Thani ihren letzten offiziellen Wettkampf, woraufhin sie ihre aktive sportliche Karriere im Alter von 28 Jahren beendete.
In den Jahren 2008 und 2009 wurde Wallapa Punsoongneun thailändische Meisterin im 100-Meter-Hürdenlauf.

## Persönliche Bestleistungen
- 100 m Hürden: 13,38 s (+0,9 m/s), 24. November 2010 in Guangzhou
  - 60 m Hürden (Halle): 8,28 s, 2. November 2009 in Hanoi